# Moran State Park
Moran State Park è un parco nazionale situato ad Orcas Island nello Stato di Washington che si estende per oltre 12 ettari di foresta (buona parte di essa storica) con oltre 50 km di tracciati per escursioni. È il più vasto parco pubblico delle San Juan Islands. Il parco dispone di attrezzature per escursioni in barca, escursionismo, escursioni in bici ed a cavallo e campeggio. Il Monte Constitution (che si eleva fino a 734 metri) è il punto focale del parco e principale attrazione. La vista in cima al monte è considerata tra le più belle viste al mondo. Una strada ed un percorso per escursionismo conducono in cima alla montagna dove si ha una vista a 360 gradi delle montagne della regione e del circondario marittimo. Una torre d'osservazione, costruita negli anni trenta con lo stile delle torri medievali caucasiche, permette una visione completa.

## Storia
L'area dell'original Moran State Park venne donata nel 1921 dal sindaco di Seattle e armatore marittimo Robert Moran. A causa di problemi di salute, Moran si spostò ad Orcas Island tra il 1906 ed il 1909 dove costruì la sua tenuta alla quale diede il nome di Rosario, trasformata poi in un hotel, ed è il più grande hotel delle San Juan Islands, è inserito nel National Register of Historic Places. L'edificio principale include anche un museo in onore di Robert Moran, nel quale sono visionabili i mobili originali della tenuta. Nella stanza della musica si trovano un organo del 1913 ed un pianoforte del 1910 entrambi gli strumenti sono suonati tutt'oggi per i visitatori dell'hotel. Durante gli anni 30, il Civilian Conservation Corps ha costruito la maggior parte dei percorsi, delle strade e dei ponti presenti attualmente nel parco. Per costruire gli edifici della tenuta Moran sono stati utilizzati materiali da costruzione presenti sull'isola stessa.

## Attività e servizi
Il parco dispone di oltre 30 miglia (48 km) di percorsi per il trekking, le escursioni in bici e le passeggiate a cavallo. È possibile fare escursioni su imbarcazioni non motorizzate da due approdi e cameggiare in 5 diverse aree. La torre di osservazione Mount Constitution propone il punto di osservazione più elevato delle isole San Juan.

## Galleria d'immagini

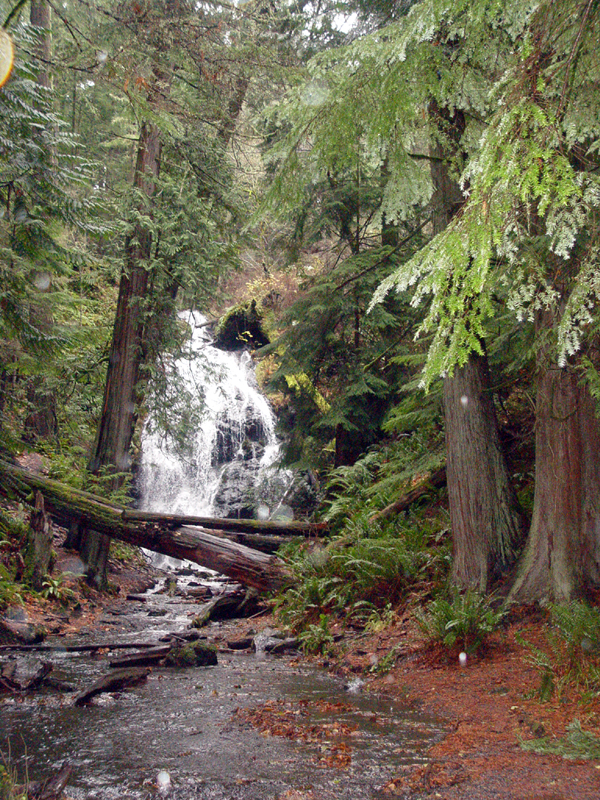
Cascade Falls nel Moran State Park
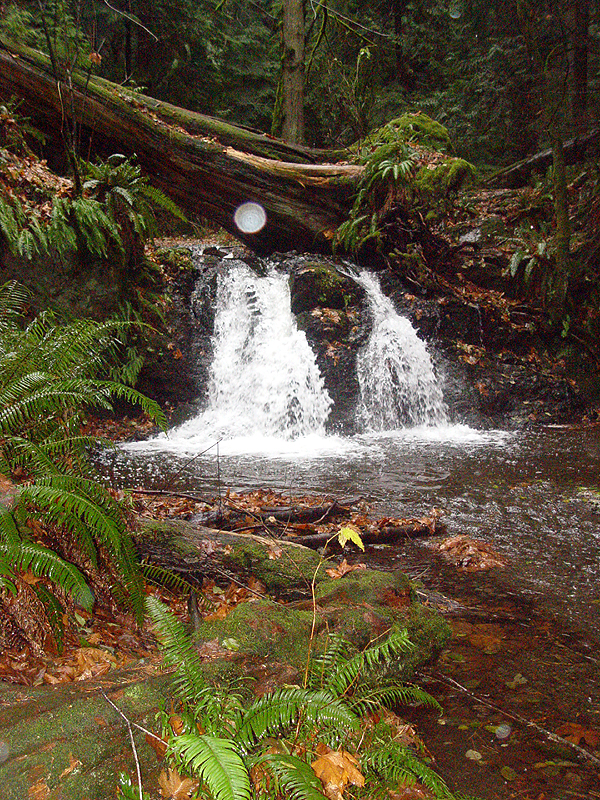
Rustic Falls, sul Cascade Creek, nel Moran State Park